# Národní liga 1939-1940
La Národní liga 1939-1940 vide la vittoria finale dello Slavia Praga.
Capocannoniere del torneo fu Josef Bican dello Slavia Praga con 50 reti.

## Classifica finale
|    | Classifica      | G  | V  | N | P  | GF  | GS | Pti |
| -- | --------------- | -- | -- | - | -- | --- | -- | --- |
| 1  | Slavia Praga    | 22 | 15 | 6 | 1  | 107 | 37 | 36  |
| 2  | Sparta          | 22 | 15 | 5 | 2  | 71  | 34 | 35  |
| 3  | Pardubice       | 22 | 9  | 5 | 8  | 46  | 39 | 23  |
| 4  | Baťa Zlín       | 22 | 10 | 3 | 9  | 52  | 63 | 23  |
| 5  | Židenice        | 22 | 9  | 5 | 8  | 38  | 50 | 23  |
| 6  | Plzeň           | 22 | 8  | 4 | 10 | 56  | 52 | 20  |
| 7  | Prostějov       | 22 | 9  | 2 | 11 | 47  | 48 | 20  |
| 8  | Viktoria Plzeň  | 22 | 6  | 6 | 10 | 61  | 68 | 18  |
| 9  | Viktoria Žižkov | 22 | 7  | 4 | 11 | 48  | 65 | 18  |
| 10 | Kladno          | 22 | 7  | 4 | 11 | 44  | 66 | 18  |
| 11 | Náchod-Deštné   | 22 | 8  | 1 | 13 | 54  | 72 | 17  |
| 12 | Slezská Ostrava | 22 | 4  | 5 | 13 | 38  | 68 | 13  |

## Verdetti
- Slavia Praga Campione di Boemia e Moravia 1939-1940.
- Náchod-Deštné e Slezská Ostrava Retrocessi.